# Иванчо Христов
Иванчо Христов или Вани Хаджията е български революционер, воденски войвода на Вътрешната македоно-одринска революционна организация.

## Биография
Иванчо Христов е роден във воденското село Месимер, тогава в Османската империя. Присъединява се към ВМОРО и води своеволно малко четническо отделение от 6 души. Заедно с Никола Иванов Кулиман от Кронцелево убиват от завист Тодор Чочков, наследил убития войвода Лука Иванов. След това Иванчо Христов става подвойвода на Стоян Иванов. По заповед на Централния комитет на ВМОРО Иванчо Христов е убит през януари 1908 година от Христо Чичов от Кронцелево.
| Чета на Иванчо Христов, 1907 година | Чета на Иванчо Христов, 1907 година | Чета на Иванчо Христов, 1907 година | Чета на Иванчо Христов, 1907 година | Чета на Иванчо Христов, 1907 година |
| Номер                               | Име                                 | Селище                              | Околия                              | Забележка                           |
| ----------------------------------- | ----------------------------------- | ----------------------------------- | ----------------------------------- | ----------------------------------- |
| 1.                                  | Ив. Христов Хаджията                | Месимер                             | Воденска                            |                                     |
| 2.                                  | Иван Манафов                        |                                     |                                     |                                     |
| 3.                                  | Теофил Димитров                     | Бозец                               | Ениджевардарска                     |                                     |
| 4.                                  | Иван Кръстев                        | Енидже Вардар                       | Ениджевардарска                     |                                     |
| 5.                                  | Пандо Ташев                         | Русилово                            | Воденска                            | [ 4 ]                               |